# Colaulus flavofaciatus
Colaulus flavofaciatus är en stekelart som beskrevs av Jonathan 1993. Colaulus flavofaciatus ingår i släktet Colaulus och familjen brokparasitsteklar. Inga underarter finns listade i Catalogue of Life.